# Agnes av Akvitanien
Agnes av Akvitanien (spanska: Inés de Aquitania [iˈnes ð̞e̞ akiˈt̪anja]), född cirka 1105, död cirka 1159 i Fontevraud-l'Abbaye i Frankrike, var drottning av Aragonien; gift 1135 med kung Ramiro II av Aragonien. 

## Biografi
Agnes gifte sig 1117 med vicomte Amalrik V av Thouars, med vilken hon fick tre barn. Hon blev änka 1127. År 1135 arrangerades hennes andra äktenskap med Ramiro II av Aragonien. 
Ramiro var munk, men hade tillfälligt accepterat kronan efter sin barnlösa brors död för att säkra arvsföljden. Äktenskapet hade arrangerats endast för att producera en tronarvinge, och Agnes hade valts ut eftersom hon redan hade fött barn och hennes fertilitet därmed var bevisad. År 1136 fick paret verkligen ett barn, Petronella av Aragonien. 
Det är troligt att Agnes återvände till Akvitanien efter födseln. Året därpå abdikerade Ramiro för deras dotter och återvände till kloster. Agnes dog i klostret Fontevraud i Frankrike.      